# ريغي والتون (لاعب كرة قاعدة)
ريغي والتون (بالإنجليزية: Reggie Walton)‏ هو لاعب كرة قاعدة أمريكي، ولد في 24 أكتوبر 1952 في كانساس سيتي في الولايات المتحدة.

## وصلات خارجية
- ريغي والتون على موقعبيزبول رفرنس.كوم (الدوري الرئيسي) (الإنجليزية)
- ريغي والتون على موقعبيزبول رفرنس.كوم (الدوري الثانوي) (الإنجليزية)